# Culicoides tritenuifasciatus
Culicoides tritenuifasciatus är en tvåvingeart som beskrevs av Tokunaga 1959. Culicoides tritenuifasciatus ingår i släktet Culicoides och familjen svidknott. Inga underarter finns listade i Catalogue of Life.